# Wasilij Nikitin
Wasilij Aleksandrowicz Nikitin (ros. Василий Александрович Никитин; ur. 25 listopada 1971 w Shargʻun w Uzbeckiej SRR) – rosyjski przedsiębiorca, agronom i separatysta, premier nieuznawanej międzynarodowo Ługańskiej Republiki Ludowej od 18 maja do 4 lipca 2014.
W 1989 ukończył szkołę w Kopiejsku, następnie przeniósł się do Ługańska, gdzie w 1994 ukończył studia agronomiczne. Następnie pracował jako doradca i prowadził własne przedsiębiorstwa z branży warzywniczej.
W marcu 2014 znalazł się w grupie inicjatywnej, dążącej do przeprowadzenia referendum niepodległościowego w obwodzie ługańskim. Został szefem biura prasowego komisji wyborczej. 21 kwietnia 2014 objął stanowisko szefa Zgromadzenia Ludowego, 6 maja został rzecznikiem wojsk lokalnych separatystów (Armii Południowego Wschodu). 18 maja został wyznaczony pierwszym szefem Rady Ministrów ŁRL. 4 lipca na stanowisku premiera zastąpił go Marat Baszyrow, a Nikitin przeszedł na fotel wicepremiera, odpowiedzialnego za sprawy społeczne, na którym pozostawał do stycznia 2016.
12 lipca 2014 objęty sankcjami zakazującymi wjazdu na teren Unii Europejskiej.